# Église Saint-Jean de Busa
L’église Saint-Jean ou Saint-Jean-Baptiste de Busa (en aragonais : Sant Chuan de Busa ; en espagnol San Juan de Busa) se trouve sur la route entre Oliván et Lárrede, sur la commune de Biescas, dans la comarque du Serrablo (province de Huesca, communauté autonome d'Aragon). Elle a peut-être été l'église paroissiale d'un village médiéval disparu par la suite, mais elle n'est mentionnée ni comme église paroissiale, ni comme église annexe d'une autre église paroissiale dans les sources écrites. Elle se trouve aujourd'hui au milieu d'un champ.
Sa construction a été décidée par Ramón Guillén entre 1060 et 1070 ; elle est de style mozarabe ou roman lombard, comme les autres églises du Serrablo. Elle n'a pas de clocher et son abside n'est pas achevée. L'unique nef rectangulaire est couverte d'un toit de bois à deux pans. La porte principale se trouve au centre du mur sud. Elle est formée par deux archivoltes consécutives. Les voussoirs de l'archivolte extérieure sont ornés d'une inscription arabe en caractères coufiques : la ilaha illa Allah « il n'y a pas d'autre Dieu que Dieu ». Le mur ouest comprend un alfiz, renfoncement encadrant trois petites arches.
La toiture et une partie des murs latéraux s'étant effondrées, l'église se trouve « dans un triste état d'abandon et d'isolement » en 1969. Elle est restaurée au cours des années 1970 par l'association Amigos de Serrablo (es) et inaugurée de nouveau en 1977. Elle a été classée ensemble historico-artistique en 1982.

## Galerie

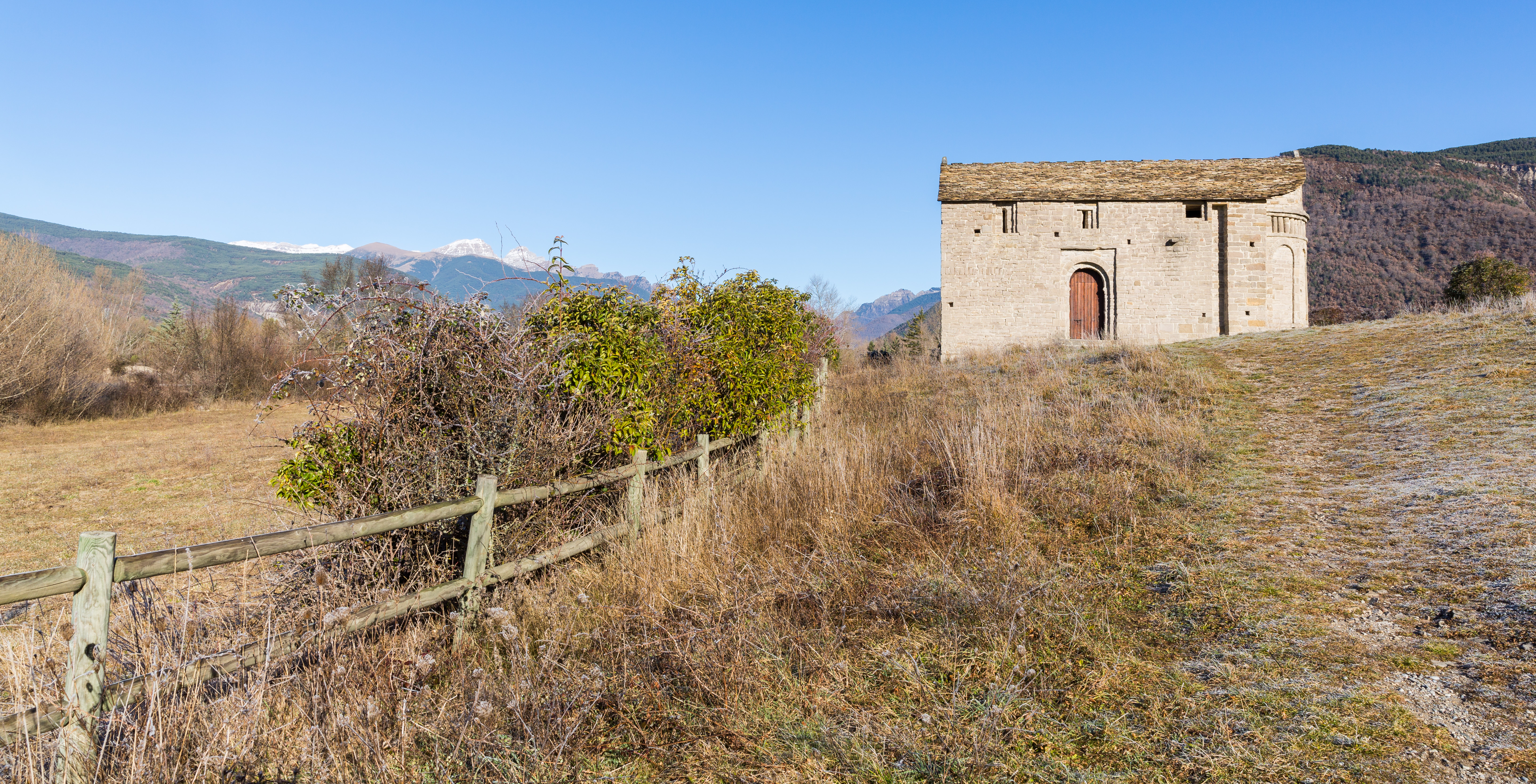
L'église dans son environnement.
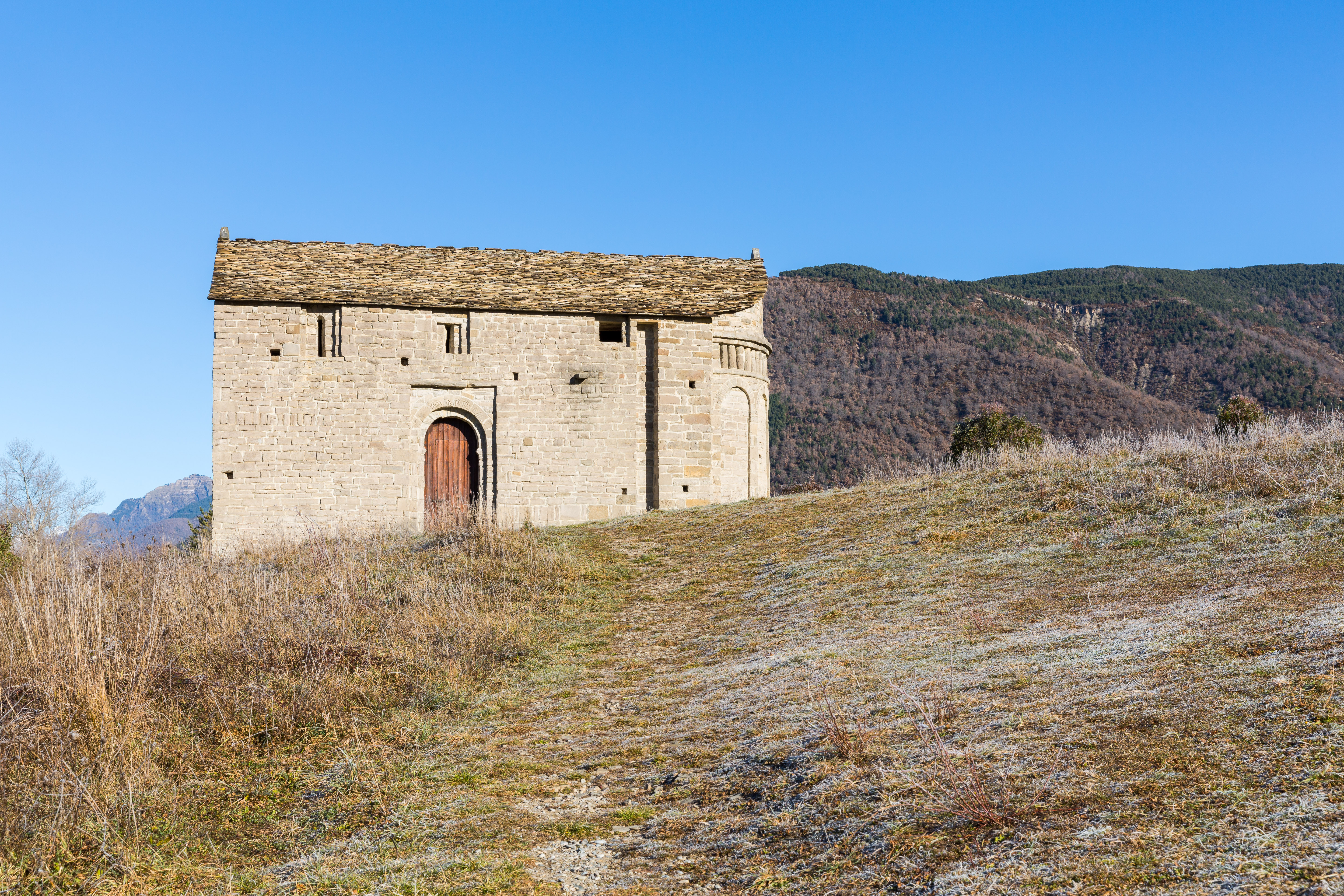
Vue du côté sud.
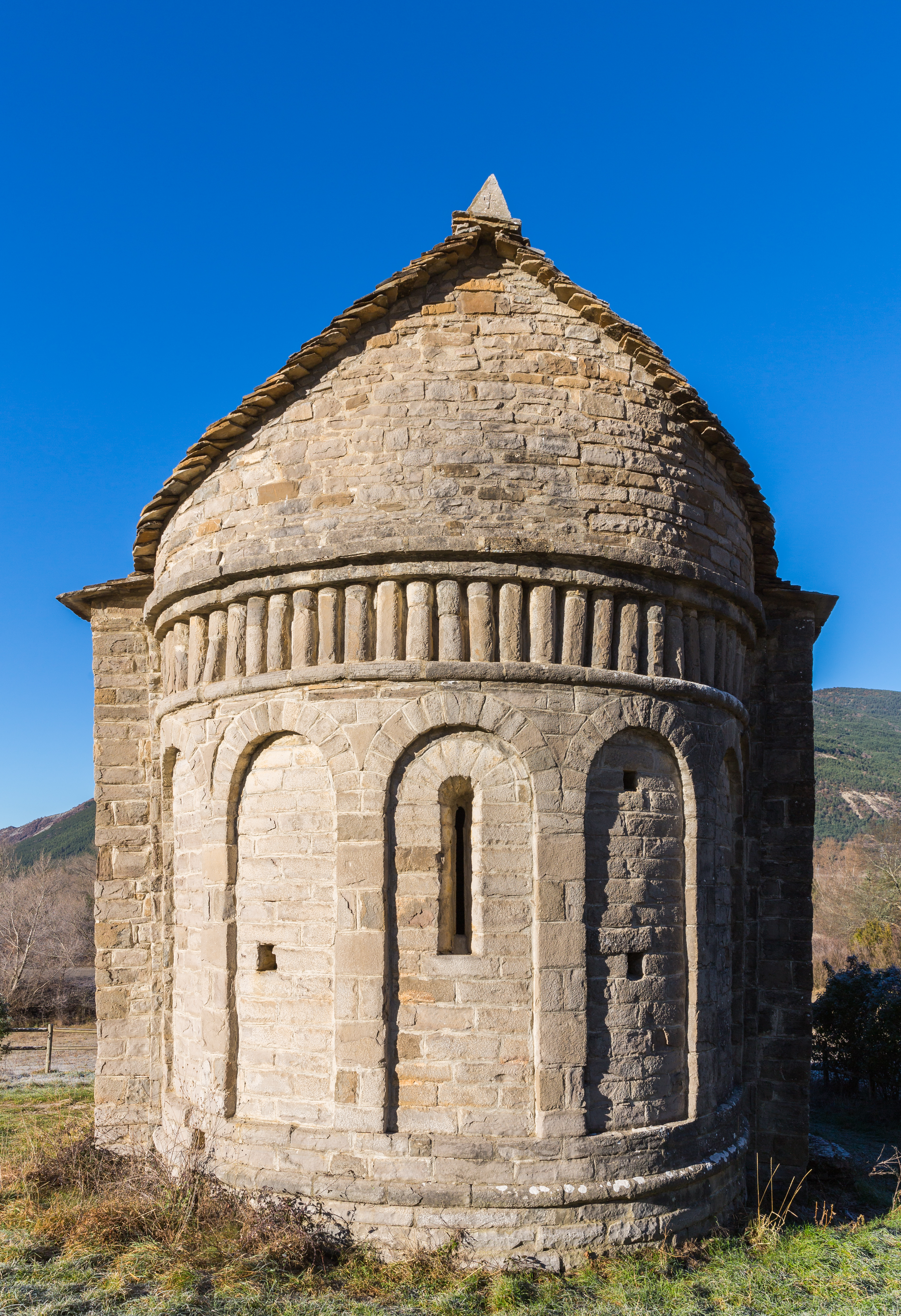
L'abside.
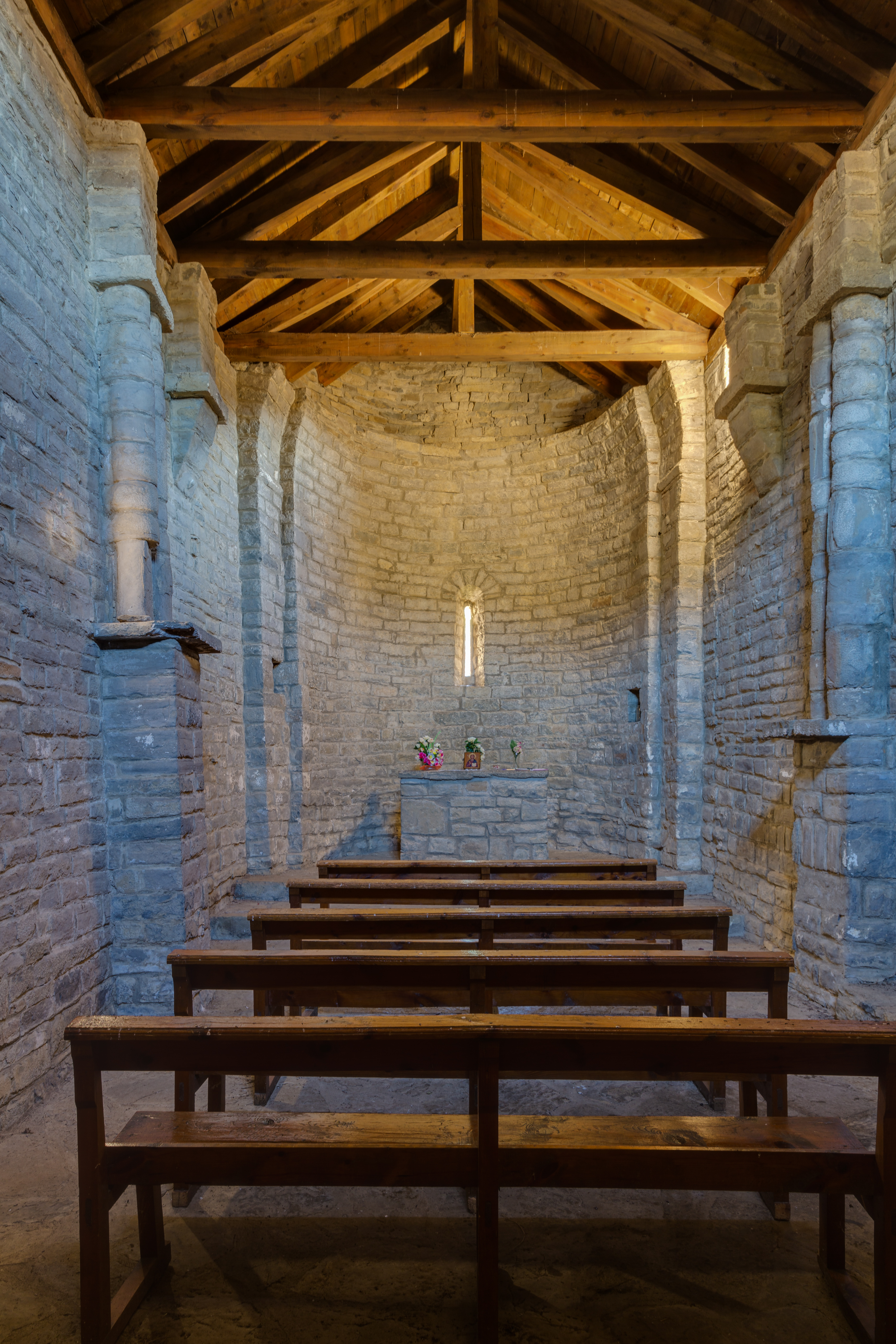
L'intérieur de l'église.
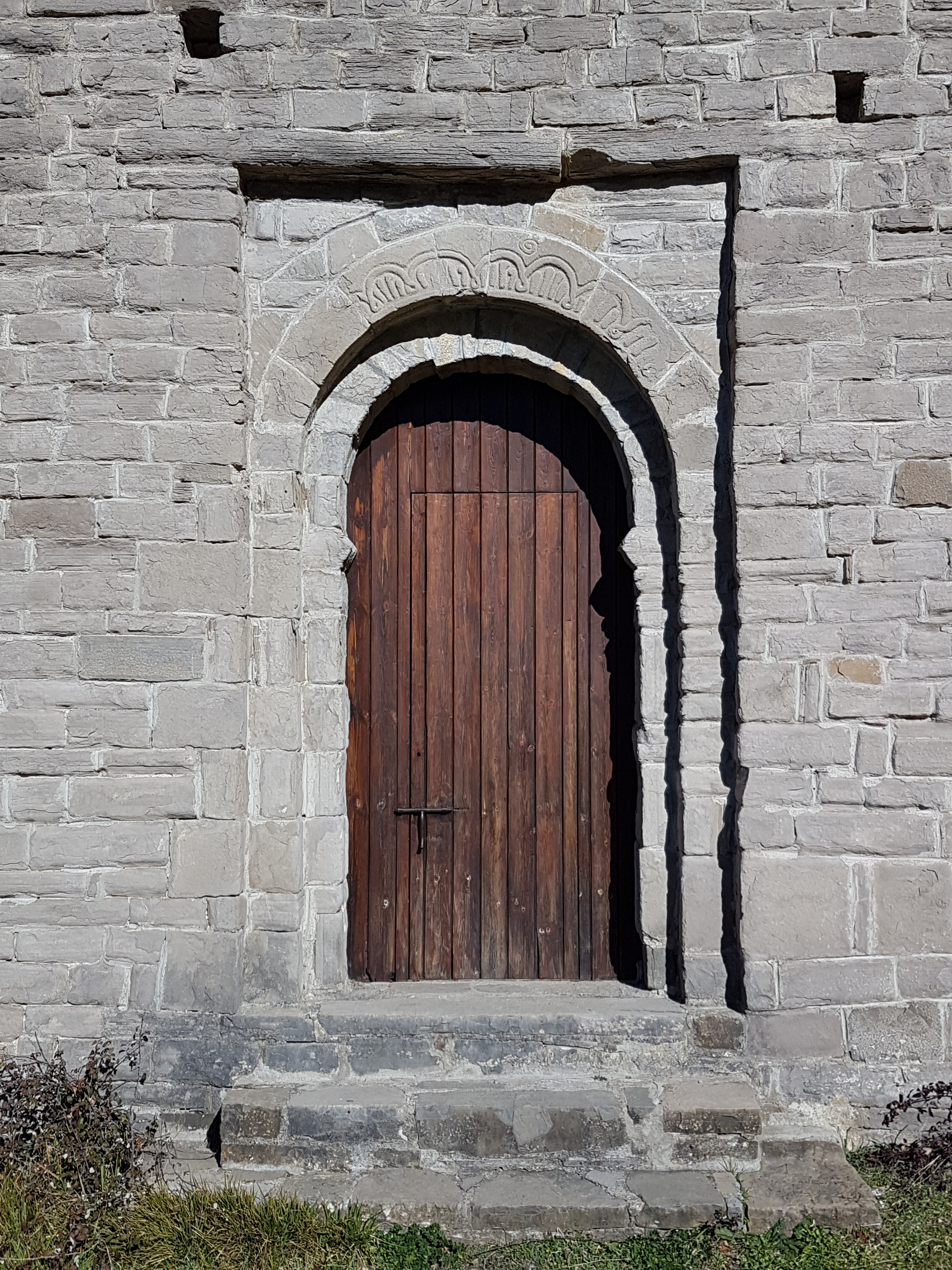
La porte.